# XXIV століття
XXIV століття — за григоріанським календарем проміжок часу між 1 січня 2301 і 31 грудня 2400. На відміну від більшості століть кінцевий рік цього століття, 2400 рік — буде високосним роком.

## Вигадані події
- У XXIV столітті відбуваються події фільмів і серіалів «Зоряний шлях: Наступне покоління».